# Convento de Santo Domingo (Estella)
El convento de Santo Domingo, llamado a veces convento de Predicadores, es un antiguo convento de Estella (Navarra, España) emplazado sobre un monte a orillas del río Ega que le otorga una vista dominante sobre la ciudad.

## Historia

### Fundación
Durante el XXXVII Capítulo General de la Orden de Predicadores, presidido por Humberto de Romans y celebrado en Toulouse en 1258, se decide fundar este monasterio navarro para los frailes dominicos amparados por el patrocinio del rey Teobaldo II de Navarra. El papa Alejandro IV, mediante la bula "Licet is de cuius" del 20 de febrero de 1259, además de la licencia oportuna, «concedió cien días de indulgencia a todos los fieles que visitasen la proyectada iglesia en varias festividades». El obispo de Pamplona, Pedro Ximénez de Gazólaz dona un solar a la Orden de Predicadores, atendiendo la petición real, añadiendo cuarenta días de indulgencia a los fieles que oyesen sus sermones (16 de diciembre de 1260)». Teobaldo II, «sin reparar en gastos», impulsó la construcción del centro monástico: iglesia, sacristía, sala capitular, enfermería, locutorio, cocina, hospedería y dormitorio. En 1265 las obras se encontraban muy avanzadas.

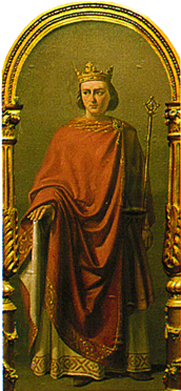
Teobaldo II de Navarra.
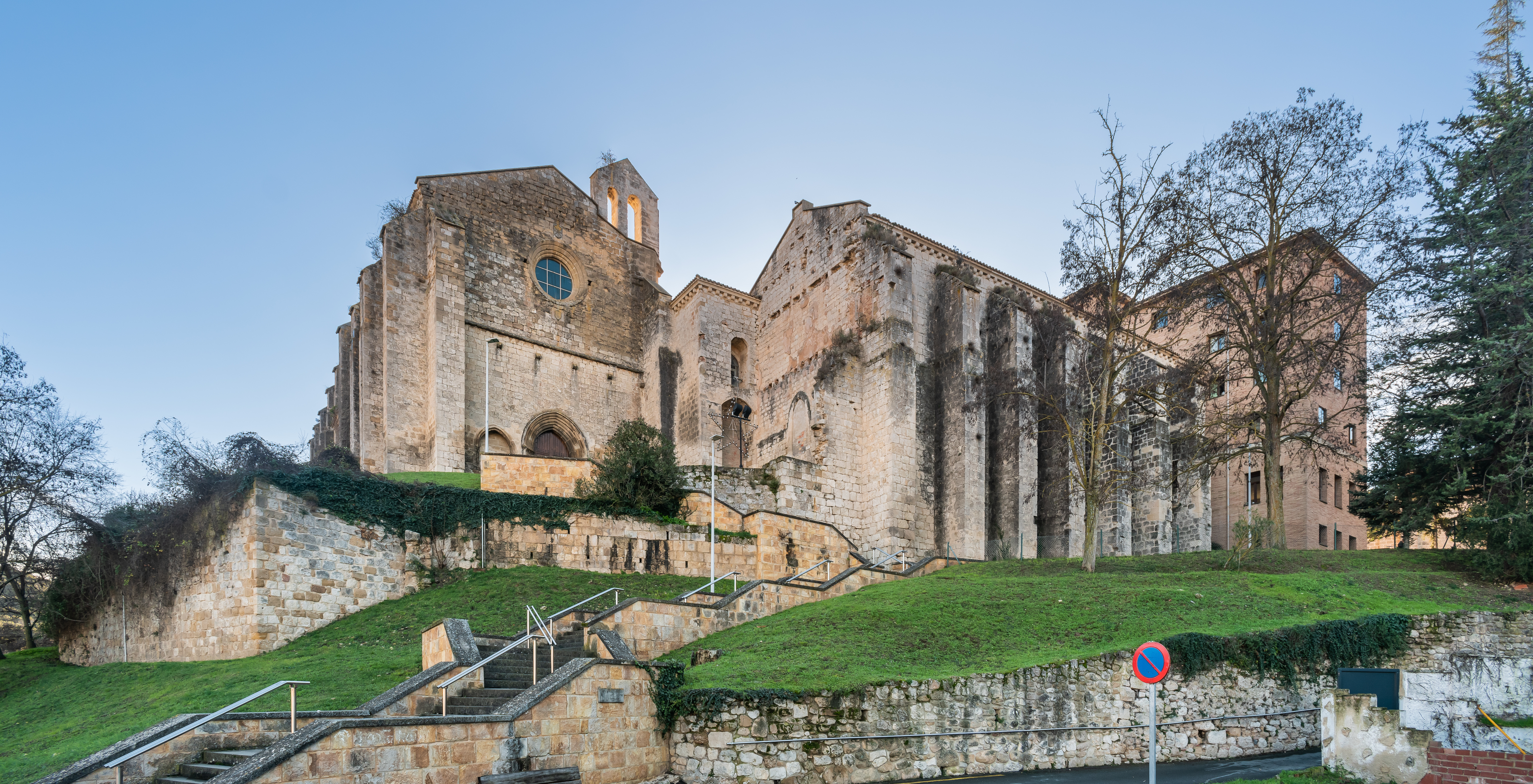
Aspecto actual del convento de Santo Domingo (Estella)
Sello de la Orden de Predicadores.

### Consolidación
El apoyo real recibido con el impulso fundacional se vio continuado durante los siglos medievales posteriores por otros monarcas y figuras pujantes cuyas contribuciones facilitaron nuevas construcciones añadidas a la primigenia. Así, por ejemplo, Felipe I y Juana I, reyes de Navarra y de Francia, donaron unos baños y una torre; Luis I, el Hutín, en 1307 manda a los judíos edificar un muro de separación entre la huerta conventual y la Judería; Carlos III el Noble contribuyó con una residencia real dentro del convento que se terminó en 1422.
Pero también Santo Domingo de Estella obtuvo el favor de otros notables como Nuño González de Lara, nieto de Alfonso IX de León que sufragó la construcción de las capillas de Santo Domingo y María Magdalena, el refectorio, la bodega y la portería, entre otros numerosos favores que contribuyeron a su crecimiento y mejora.
Este decidido apoyo de la monarquía navarra al convento favoreció el posicionamiento del monasterio dentro de la orden dominica como se constató por la celebración dentro de sus muros de doce capítulos generales. Pero también fueron testigos de las reuniones de las Cortes de Navarra en repetidas ocasiones.
Durante estos años miembros de la comunidad dominicana aquí residente destacaron «en ciencia, humanidades, santidad y predicación sus monjes, alcanzando algunos gran notoriedad, como fray Miguel de Estella, predicador general de Navarra (1302), y provincial de Aragón (1305), o fray Pedro Hispano, portugués de origen, autor de las Sumulas Dialecticas, tan conocidas en el mundo y tan temidas en las escuelas.»
A finales de la Edad Media la relajación de la regla hace mella en la comunidad llevando, en 1527, a que el prior del convento dominico de Vitoria intentara la restauración de la vida conventual separando el monasterio del capítulo provincial de Aragón para incorporándolo al de Castilla. A pesar de que no tuvo éxito, finalmente, durante el reinado de Felipe II se logra su incorporación a Castilla (1568).

### Abandono
Con la guerra de la Independencia española en 1809 la comunidad se ve obligada a dejar el monasterio hasta que se pudo regresar en 1814. Pocos años más tarde, entre 1821 y 1823, se repitió la situación. Finalmente, tras la desamortización de Mendizábal, pasó a dominio público en 1839. Durante las guerras carlistas fue utilizado con funciones cuartelarias y militares «y de ellas salió maltrecho y desbaratado.»
En el Boletín de la Comisión de Monumentos Históricos y Artísticos de Navarra de finales de 1917 Julio Altadill daba noticia, gracias a la información del archivero municipal estellés, Pedro Emiliano Zorrilla, que se intentaba «una subasta de enajenación del antiguo y ruinoso convento de Santo Domingo, monumento en el cual coinciden las cualidades de histórico y artístico» al mismo tiempo que se anunciaba que varios vecinos de Estella reaccionaron anunciando que «nosotros compraremos esas ruinas; y cuando sean nuestras, se las cederemos a nuestro Ayuntamiento para que siempre se conserve enhiesto tan precioso vestigio».
Por su abandono y degradación continua el conjunto muestra un estado de ruina en los años 60 del siglo XX en que se inician los sucesivos proyectos de restauración monástica y patrimonial del inmueble: en 1962 se realizan las primeras obras de conservación y entre 1965-1970 regresa una nueva comunidad dominica. 
En la actualidad, tras una profunda restauración, es una residencia de ancianos del Gobierno de Navarra.

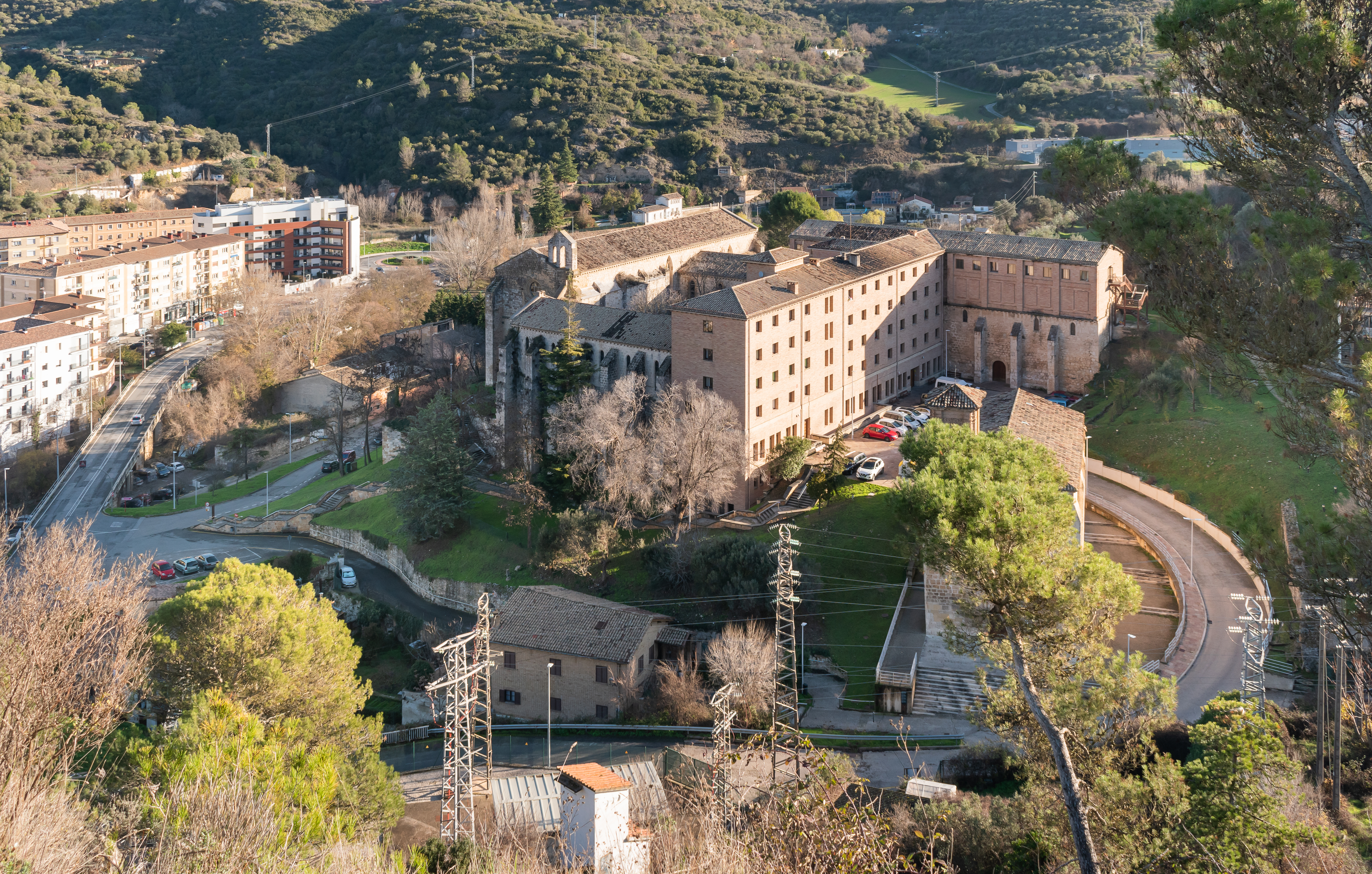
Vista aérea del convento donde se aprecian las construcciones recientes para servicios sociales.
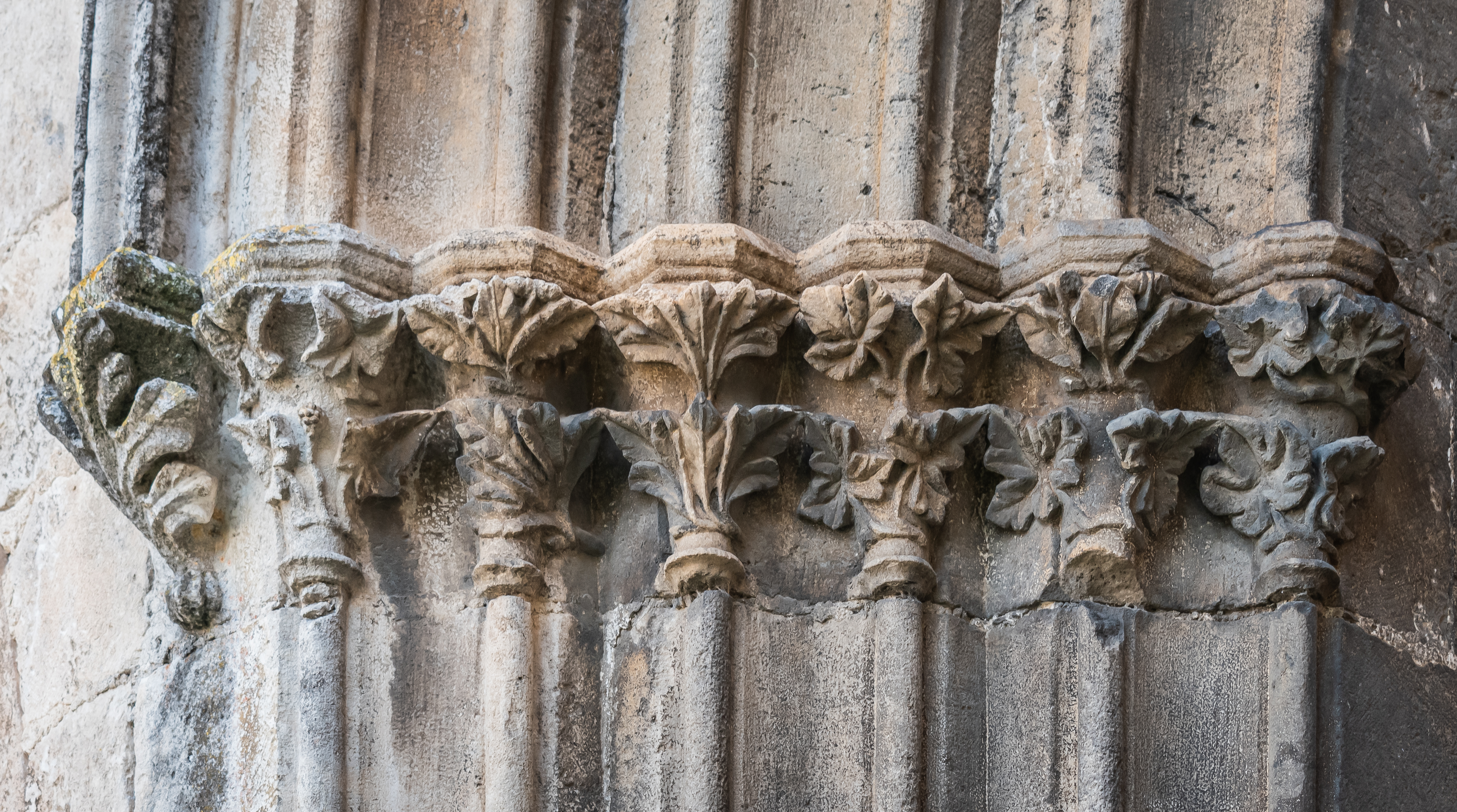
Capiteles del pórtico
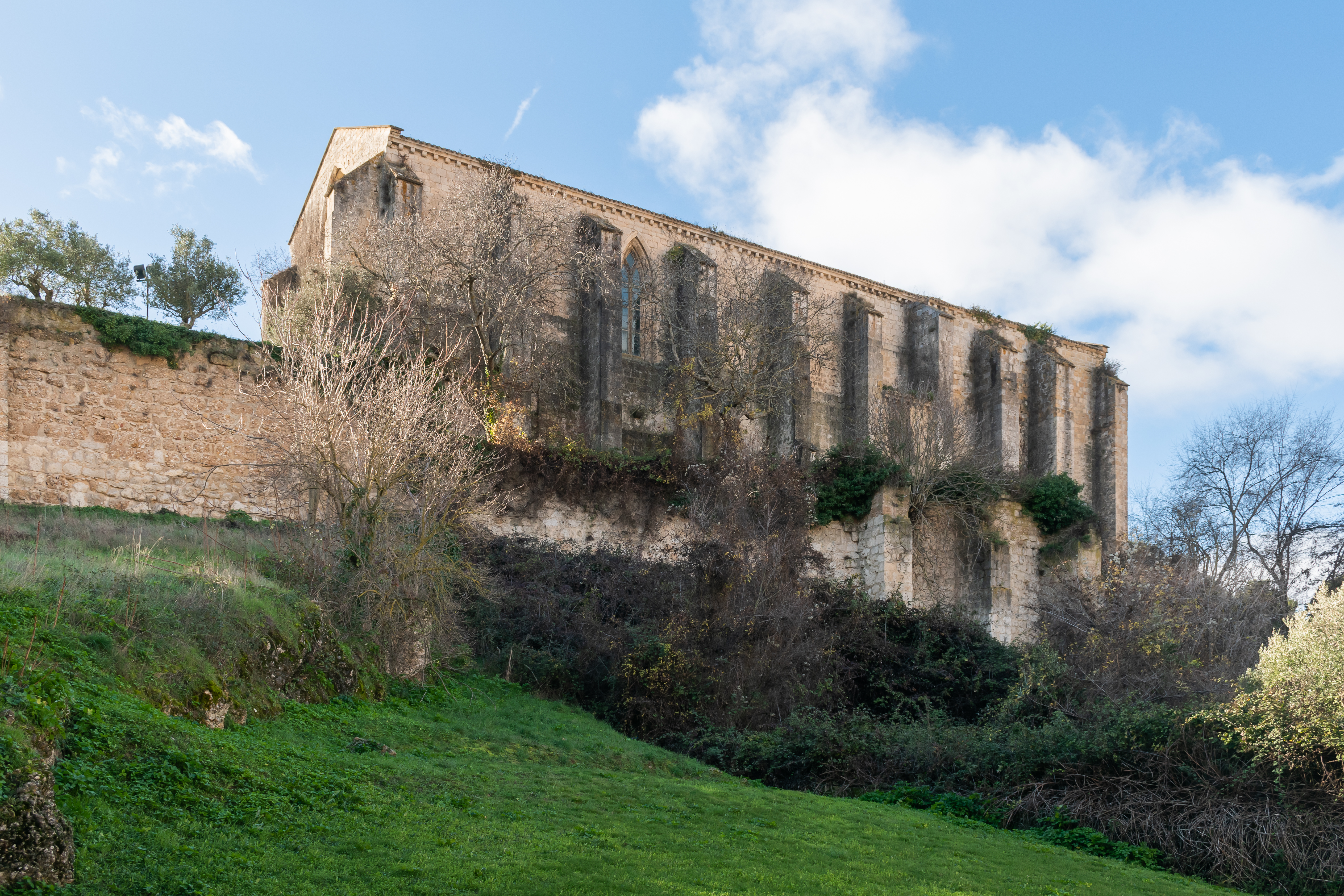
Vista de la iglesia monacal

## Arte y arquitectura
Se conservan la iglesia y un cuerpo del monasterio, ambos de estilo gótico y de nave única.
A finales del siglo XIX, Pedro Madrazo describía el conjunto:

De esta suntuosa fábrica sólo conserva Estella el grandioso exterior que ves descollando en la parte alta de la población por encima de la iglesia del Santo Sepulcro, y que contemplas coronando la altura con fantásticos pabellones de hiedra, protectores compasivos de la veneranda ruina. La osamenta del gran edificio es lo único que queda en pié, marcando los robustos contrafuertes del templo los tramos en que se hallaba interiormente dividida su única e inmensa nave, y pregonando las ventanas apuntadas que a trechos se descubren en los aportillados muros, donde tal vez aún duran, como tenaces reminiscencias de la estética de la Edad-Media cristiana, delicadas molduras y elegantes adornos de piedra, la sobria y bien entendida gala decorativa de la arquitectura gótica del siglo XIII. Observa en ese interior, cuya bóveda está toda hundida; y donde los arcos ojivos que los sustentaron han quedado al aire semejantes a las costillas de un gigantesco esqueleto, qué atrevida y bella y al propio tiempo cuán sólida y razonada era la estructura de los edificios góticos del primer período ojival, cuando a pesar del abandono absoluto en que se halla éste desde hace tantos años, aún se mantiene en pié y aún consentiría ser restaurado conservando su armazón primitiva.— En la derruida nave de la iglesia hay a la parte del Evangelio un enterramiento de piedra blanca metido en una profunda hornacina, en cuyo fondo; abierto por vandálica mano, hay un boquete por donde hoy se registra la parte baja de la ciudad, que queda a una gran profundidad vista desde aquel agujero. Cae sobre esa hornacina una larga y tupida cortina de hiedra, que casi toca con sus hojosos filamentos el rostro del personaje que en marmórea efigie duerme allí el sueño de la muerte, y sólo en románticas escenografías teatrales — nunca tan imponentes y solemnes como esta ,que es real y verdadera — será posible hallar un cuadro que se aproxime al que este sepulcro ofrecerá cuando el viento, con melancólico zumbido, penetrando por ese descalabrado muro mueva la cortina de hiedra sobre la rígida figura del caballero alumbrado por la claridad de la luna, y dibuje en su semblante sombras intermitentes que simulen dolorosas contracciones.
Pedro Madrazo, 1886

A principios del siglo XX Torres Balbás afirmaba:

Artísticamente es hoy el convento de Santo Domingo de Estella una bellísima ruina de gran interés arquitectónico, merecedora de un detenido estudio que agrupase los grandes monasterios dominicos españoles: Santo Tomás de Ávila, Santa María de Nieva (Segovia), San Pablo, en Peñafiel (Valladolid); Santo Domingo, en Valencia y en Ribadavia (Orense); Sancti 
Spíritus, de Aran da de Duero (Burgos)...
Leopoldo Torres Balbás, 1920

El mismo autor la describe entonces así:

A pesar de su ruina reconócese aún en este navarro su antigua disposición derivada del tradicional plano de los monasterios benedictinos. La iglesia, de una sola nave rectangular, con grandes contrafuertes y espadaña a los pies, cubrióse con bóvedas ojivales, hoy desaparecidas; a mediodía está el claustro, del cual falta por completo la arquería exterior, que debió ser bellísima. Junto a la iglesia consérvase la sacristía acusada por un saliente poliginal al Este, después una estancia que fue tal vez paso, y a continuación la sala capitular, rectangular, con dos tramos de bóvedas de nervios como los de la sacristía. Rodean el claustro por el resto de los otros tres lados grandes naves con arcos de piedra sobre los que apoyaba la desaparecida viguería de piso y buen número de habitaciones en las que no sería difícil reconocer las antiguas dependencias. Debió construirse todo ello en el siglo XIV.
Leopoldo Torres Balbás, 1920